# Rędziny (Zawiercie)
Pour les articles homonymes, voir Rędziny.
Rędziny est une localité polonaise de la gmina de Szczekociny, située dans le powiat de Zawiercie en voïvodie de Silésie.